# Klara Landau
Klara Landau (geboren  20. Juli 1953 in Prag als Klára Finkelová) ist eine Schweizer Augenärztin und ehemalige Direktorin der Universitäts-Augenklinik Zürich.

## Leben und Ausbildung
Klara Landau kam 1953 als Tochter des Juristen Zoltán Finkel (geboren 15. Mai 1910 in Humenné, Slowakei; gestorben 4. September 1997 in Zürich) und seiner Frau, der Ingenieurin Bohumila Ruth Finkel, geb. Rosenzweig (geboren 3. August 1919 in Krucemburk, Böhmen; gestorben 3. Dezember 2018 in Zürich), zur Welt. Sie wuchs bis 1967 in Prag (ehemalige Tschechoslowakei) auf. Von 1967 bis 1969 besuchte sie je ein Jahr ein russisches und ein deutsches Gymnasium in Berlin in der damaligen Deutschen Demokratischen Republik (DDR). Im Nachgang zum Prager Frühling gelang es ihrer Familie, die Tschechoslowakei im Sommer 1969 zu verlassen und in die Schweiz zu emigrieren. Hier besuchte Klara Landau zunächst die Kantonsschule Glarus und von 1970 bis 1972 die Höhere Töchterschule der Stadt Zürich. Von 1972 bis 1978 studierte sie Medizin an der Universität Zürich, wo sie 1979 mit einer Arbeit über «Störungen des Calciumstoffwechsels bei Patienten mit Sarkoidose» promovierte. Sie spezialisierte sich anschliessend auf die  Augenheilkunde und legte 1987 und 1988 die Fachprüfungen des Board of the Scientific Council of the Israel Medical Association ab. 1992 erwarb sie den schweizerischen Facharzttitel für Ophthalmologie und Ophthalmochirurgie. 1998 habilitierte sie sich an der Universität Zürich und wurde im Oktober 2005 auf einen Lehrstuhl für Ophthalmologie berufen.

## Berufliche Karriere
Nach Lehrjahren in der Schweiz in Anästhesiologie, Gerichtsmedizin, Neurochirurgie und kurz Ophthalmologie arbeitete Klara Landau von 1983 bis 1988 als Assistenzärztin an der Augenklinik des Kaplan Spitals in Rehovot, Israel. Von 1989 bis 1990 war sie am University of California San Francisco Medical Center tätig und von 1990 bis 1991 als Assistant Clinical Professor an der School of Optometry der University of California, Berkeley. Im Mai 1991 begann sie an der Augenklinik des Universitätsspitals Zürich als Oberärztin und Leiterin der Abteilung für Neuroophthalmologie und Strabismus zu arbeiten, 1996 wurde sie Leitende Ärztin. Von April 2002 bis September 2005 war Klara Landau Direktorin ad interim der Augenklinik, bevor sie im Oktober 2005 zur Ordinaria für Ophthalmologie und Direktorin ernannt wurde. Sie leitete die Augenklinik des Universitätsspitals Zürich bis zu ihrer Pensionierung im Juli 2018. Aufgrund der immer noch auffälligen Untervertretung von Frauen auf der Führungsebene des Universitätsspitals Zürich, regte sie an, eine Gleichstellungsstelle zu schaffen. Seit August 2018 ist Klara Landau Delegierte für ärztliche Weiterbildung und Gleichstellung in einem Teilzeitpensum.

## Forschungsschwerpunkte
Zu den Forschungsschwerpunkten von Klara Landau zählen:
- Ophthalmologische Manifestationen der Neurofibromatose
- Ischämische Optikusneuropathie
- Korrelation zwischen Perimetrie und Bildgebung in der Sehbahn
- Anwendung moderner okulomotorischer Verfahren in der Strabologie
- Höhenmedizin und Ophthalmologie

## Weitere Tätigkeiten
Klara Landau war und ist Mitglied zahlreicher Fachgesellschaften und engagiert sich auf vielfältige Weise in ihrem Fach. Von 2007 bis 2015 war sie Vorstandsmitglied der Schweizerischen Ophthalmologischen Gesellschaft (SOG) und von 2011 bis 2013 deren Präsidentin. Von 2005 bis 2014 amtete sie als «General Secretary» der European Neuro-Ophthalmology Society (EUNOS) und zwischen 2015 und 2019 war sie deren Präsidentin. Von 1994 bis 2001 war Klara Landau in der Redaktionskommission der Schweizerischen Medizinischen Wochenschrift (Swiss Medical Weekly) und von 1997 bis 2016 Mitglied des Editorial Board des Journal of Neuro-Ophthalmology. Von 2002 bis 2018 war Klara Landau Präsidentin der Albert Bruppacher-Stiftung zur Förderung der Forschung an der Universitäts-Augenklinik Zürich, seit 2018 ist sie Mitglied des Stiftungsrats. Sie engagiert sich bei Medical Women Switzerland, war von 2005 bis 2011 in der Beförderungskommission der Medizinischen Fakultät und von 2010 bis 2018 Vizepräsidentin der Gleichstellungskommission der Universität Zürich. Zum 150-Jahr-Jubiläum der Zürcher Universitäts-Augenklinik gab sie ein Buch zur Geschichte und Gegenwart der Klinik heraus. Klara Landau engagiert sich seit 2014 für den Schweizer Verein «Licht für die Welt», seit 2018 als dessen Präsidentin. Ausserdem ist sie Board Member der internationalen Organisation «Light for the World International»  und seit Anfang 2022 Mitglied der Stiftungsexekutive der Eleonorenstiftung, welche die private Trägerin des Kinderspitals Zürich ist.

## Auszeichnungen
- 1995 Fellow of the North American Neuro-Ophthalmology Society (NANOS)
- 2003 Invited international guest of the British Isles Neuro-Ophthalmology Club (BINOC)
- 2006 42. gewähltes Mitglied der European Academy of Ophthalmology (EAO)
- 2009 First Alfred Huber Lecture, European Neuro-Ophthalmology Society (EUNOS) Meeting, Lübeck, Germany
- 2010 Anerkennungspreis der Alfred Vogt Stiftung zusammen mit Martina Bösch und Daniel Barthelmes für die Forschungsarbeit «Changes within the Eye at Very High Altitude – Medical Research Expedition to Mount Muztagh Ata»[9]
- 2012 7th Michael Sanders Lecture, Birmingham Neuro-Ophthalmology Course, Birmingham, UK
- 2013 Visiting Fellow of Brasenose College, University of Oxford, Oxford, UK
- 2015 Named lecture at the University of Utah
- 2015 Peter Eustace Lecture, Irish College of Ophthalmologists, Dublin, Ireland
- 2018 NANOS Merit Award[10]
- 2019 Elfriede-Aulhorn-Vorlesung, Deutsche Ophthalmologische Gesellschaft, Berlin[11]

## Veröffentlichungen (Auswahl)
- mit Yasargil M.G.: Ocular fundus in Neurofibromatosis type 2. Brit J Ophthalmol 1993;77:646-649.
- mit Künzle Ch., Weissert M., Roulet E., Bode H., Schefer S., Huisman Th., Boltshauser E.: Follow-Up of optic pathway gliomas in children with Neurofibromatosis type 1. Neuropediatrics 1994;25:295-300.
- mit Winterkorn J.M.S., Mailloux L.U., Vetter W., Napolitano B.: 24-hour blood pressure monitoring in Anterior Ischemic Optic Neuropathy. Arch Ophthalmol 1996;114:570-575.
- mit Djahanschahi Bajka J., Kirchschläger BM: Topless optic discs in children of mothers with type 1 Diabetes mellitus. Am J Ophthalmol 1998;125:605-611.
- mit Kurz-Levin M.: A comparison of imaging techniques for diagnosing drusen of the optic nerve head. Arch Ophthalmol, 1999;117:1045-1049.
- mit Bösch M.M., Boltshauser E., Harpes P., Landau K.: Ophthalmological findings and long-term course in patients with neurofibromatosis type 2. Am J Ophthalmol, 2006; 141:1068-1077.
- mit Bösch M.M., Barthelmes D., Merz T.M., Bloch K.E., Turk A.J., Hefti U., Sutter F.K.P., Maggiorini M., Wirth M.G., Schoch O.D., Landau K.: High incidence of optic disc swelling at very high altitudes. Arch Ophthalmol, 2008; 126:644-650.
- mit Schuknecht B., Sturm V., Huisman T.A.: Tolosa-Hunt syndrome: MR imaging features in 15 patients with 20 episodes of painful ophthalmoplegia. Eur J Radiol; 2009; 69:445-53.
- mit Bösch M.M., Barthelmes D., Merz T.M., Truffer F., Knecht P.B., Petrig B., Bloch K.E., Hefti U., Schubiger G.: Intraocular pressure during a very high altitude climb. Invest Ophthalmol Vis Sci, 2010;51:1609-1613.
- mit Knecht P.B., Menghini M., Bachmann L.M., Baumgartner R.W.: The Ocular Pulse Amplitude as a Non-Invasive Parameter for Carotid Artery Stenosis Screening: A Test Accuracy Study. Ophthalmology; 2012;119(6):1244-1249.
- mit Weber K.P., Rosengren S.M., Michels R., Sturm V., Straumann D.: Single motor unit activity in human extraocular muscles during the vestibule-ocular reflex. J Physiol; 2012; 590;3091-3101.
- mit Weber K.P., Rappoport D., Dysli M., Schmückle Meier T., Barks G.B., Bockisch C.J., MacDougall H.G.: Strabismus Measurements with Novel Video Goggles. Ophthalmology 2017;124:1849-56.